# Grob Aircraft

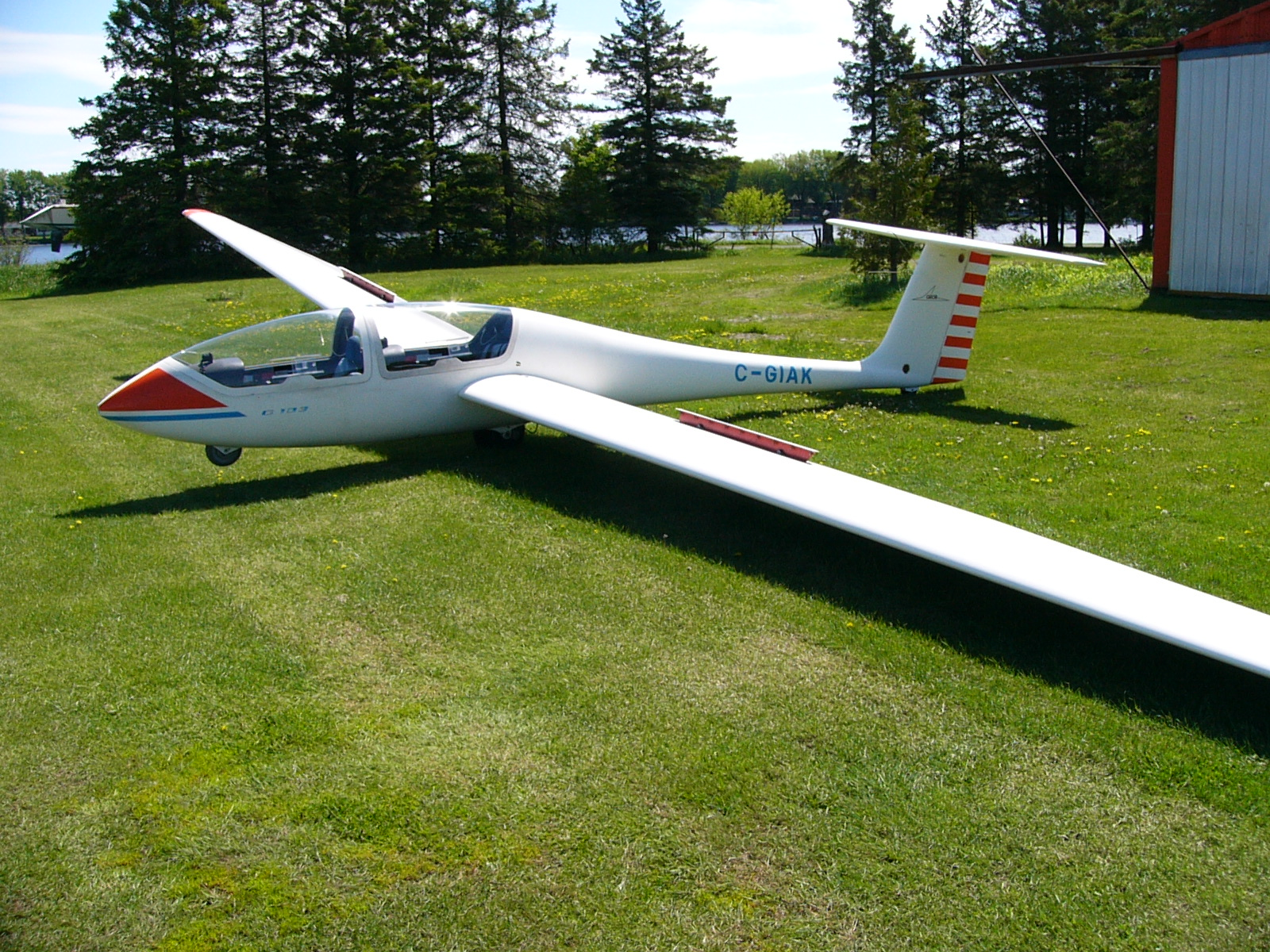
Planador Grob G 103 Twin Astir

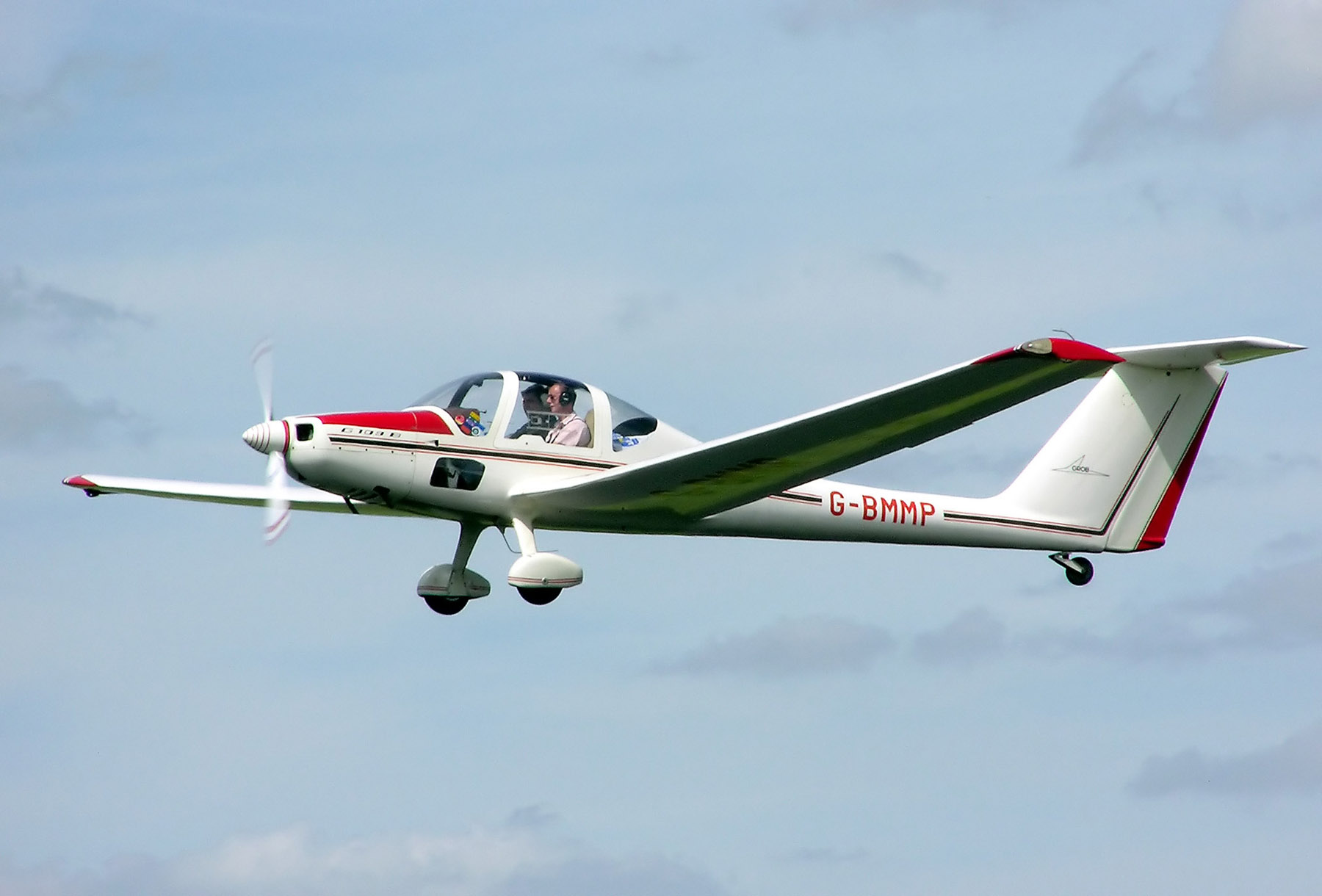
Motoplanador Grob G 109B, construído em 1986

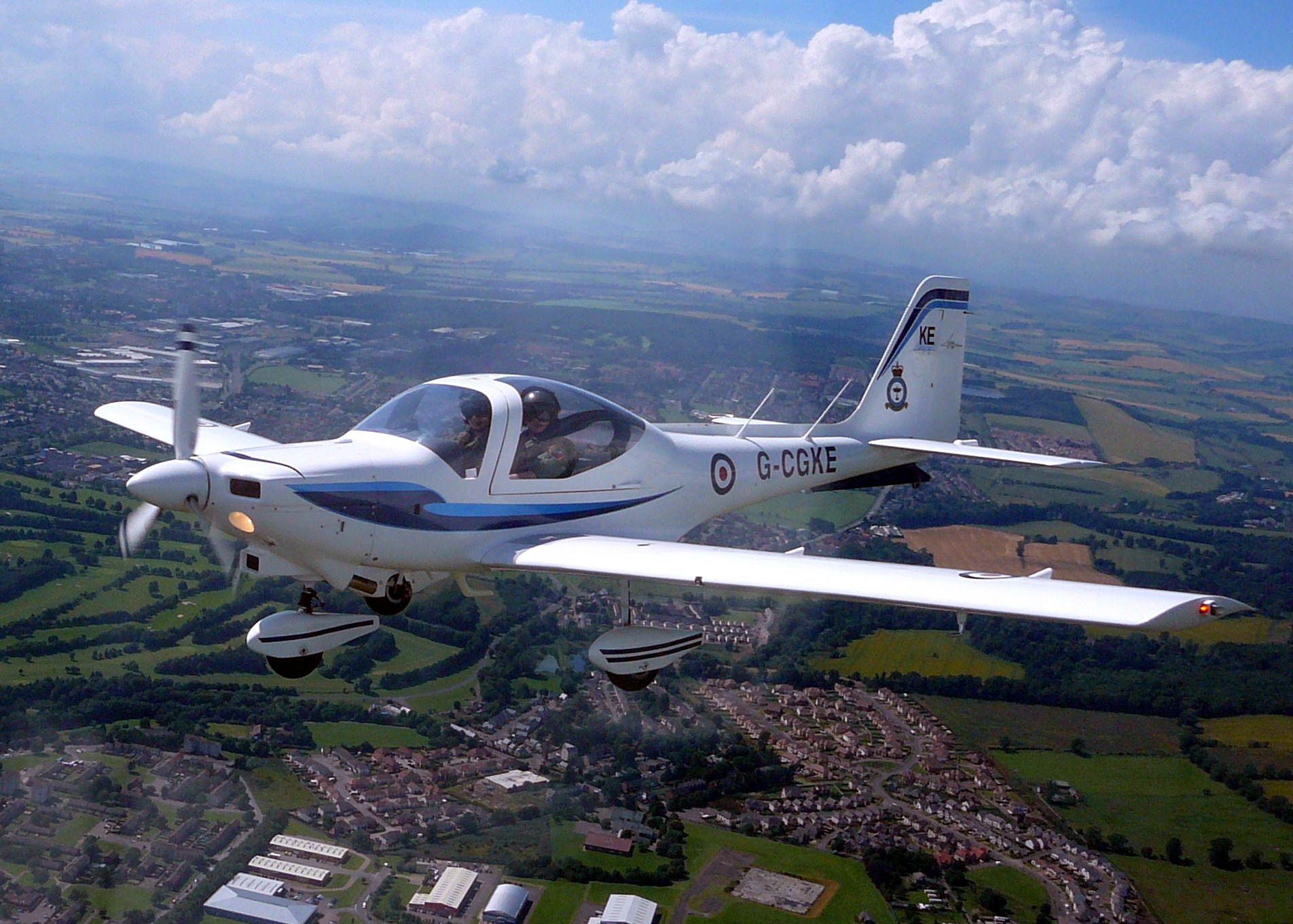
Grob 115E 'Tutor T1' operado pela Força Aérea Real Britânica

Grob SP^{n}

A Grob Aircraft é uma fabricante alemã de aeronaves, anteriormente conhecida como Grob Aerospace. Fabrica aeronaves desde 1970 utilizando polímero de fibra de carbono reforçado.

## História
A empresa foi fundada em 1971 pelo Dr. Burkhart Grob, filho de Ernst Grob, que iniciou a produção de motores de combustão interna em 1926 e mais tarde fabricou outras peças para a indústria automobilística. A Grob Aerospace se tornou envolvida na fabricação de planadores em 1971 qunado foi subcontratada pela Schempp-Hirth para construir o Standard Cirrus sob licença. Burkhart Grob já era um piloto de avião e de planadores à época.
Duzentos Standard Cirrus foram construídos pela Grob em seu próprio aeródromo em Tussenhausen-Mattsies entre 1971 e 1975. Em 1974 a Grob decidiu continuar com a produção de planadores de forma independente, utilizando sua experiência na construção com fibra-compósitos. Ao invés de construir planadores de competição, decidiram construir para o mercado geral em preços competitivos. O resultado foi o G-102 Astir. O G 103 Twin Astir com dois assentos o seguiu logo após.
No final da década de 1970 a Grob decidiu também construir o G 109, o primeiro motoplanador do mundo a ser construído completamente de materiais compósitos, certificado em 1981. Isto foi seguido pelo G 115, que recebeu a certificação da FAA em 1987. No final da década de 1980, a aeronave de alta altitude G 520 Egrett/STRATO 1 foi produzida, batendo cinco recordes mundiais. A produção de planadores foi encerrada em 1996 e concentrada em aeronaves motorizadas.

### Programa SPn
O jato executivo de seis assentos Grob G180 SPn voou pela primeira vez em 2005. O segundo protótipo se acidentou logo após a decolagem em 29 de Novembro de 2006 próximo à fábrica na Alemanha. O piloto-chefe de testes Gérard Guillaumaud, único ocupante da aeronave, faleceu.
O maior credor da Grob Aerospace não aprovou a venda do SPn para a Guizhou Aircraft Industry Corporation e a reteve. Niall Olver, CEO anterior da Grob Aerospace, deveria encontrar novos investidores para comprar ações do SPn com o alvo de reiniciar o programa até Junho de 2009. Olver indicou em Março de 2009 que o plano para concluir a certificação e iniciar a produção era em 2012.

### Insolvência em 2008
No dia 18 de Agosto de 2008, a Grob Aerospace entrou com pedido de insolvência, suspendendo a produção de jatos leves e trazendo à tona o assunto sobre a entrega no prazo dos protótipos do Learjet 85 que havia sido contratada para construir. A empresa não foi capaz de encontrar investidores para o projeto do jato SPn. A maioria dos empregados foram dispensados em 3 de Novembro de 2008.
Niall Olver, o CEO da Grob disse:
| “ | Esta infeliz situação cresceu rapidamente nos recentes atrasos do programa do SPn, resultando em um enorme aumento no requerimento financeiro para levar a aeronave até o processo de certificação. Nosso credor atual decidiu não continuar provendo recursos, com efeito imediato. | ” |

Em 16 de Dezembro de 2008 o administrador da insolvência da Grod, Dr. Michael Jaffé, anunciou que duas empresas expressaram interesse em adquirir a empresa insolvente, sendo a H3 Aerospace baseada em Munique e a Guizhou Aircraft Industry Corporation da China. Ambas as empresas ofereceram cerca de US$4,5 milhões pela Grob, com a Guizhou oferecendo ainda um adicional de US$3,5 pelo programa do SPn.

## Grob Aircraft AG

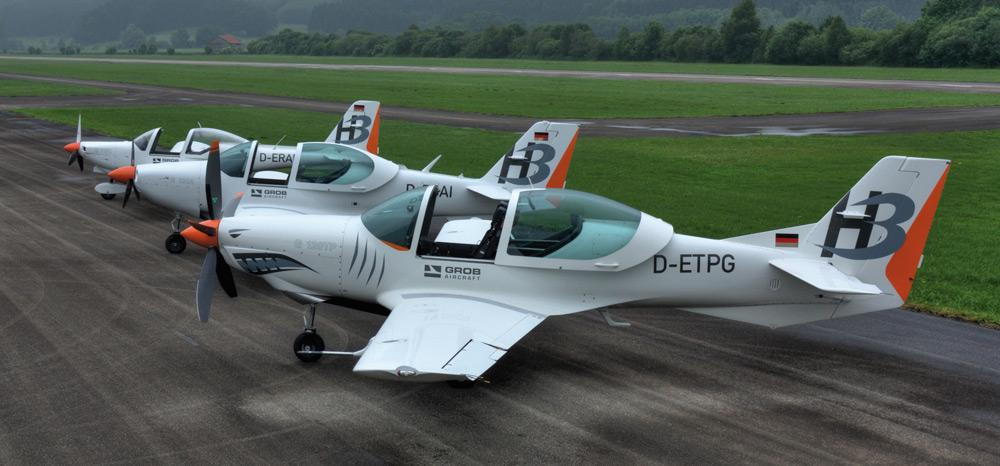
G 120TP, G 120A, G 115E

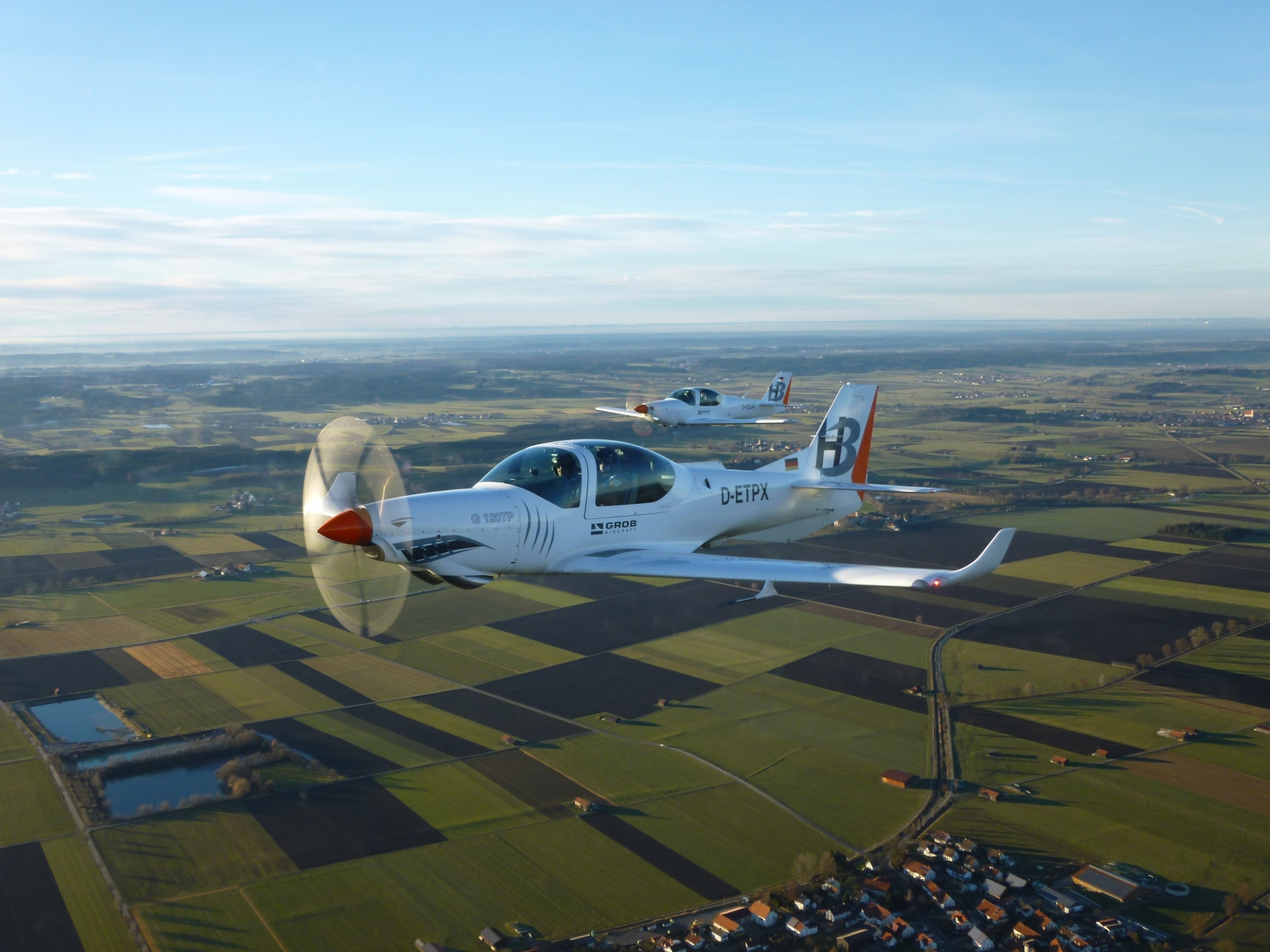
Voo em formação de um G 120TP (D-ETPX) e um G 120A (D-ESAI)

Em Janeiro de 2009, a H3 Aerospace comprou as aeronaves de treinamento para auxiliar no negócio da Grob Aerospace e a renomeou para Grob Aircraft AG. A produção das aeronaves de treinamento, que haviam sido suspensas em Novembro de 2008, foi reiniciada em Fevereiro de 2009.
Em Abril de 2012 foi anunciado que a empresa estatal argentina FAdeA planeja produzir 100 aeronaves de combate e treinamento IA-63 Pampa II em sua fábrica em Córdoba em associação com a Grob Aircraft AG. A aeronave Pampa II tinha várias partes de sua versão atualizada que eram fornecidas pela Grob.
Atualmente, a Grob Aircraft está produzindo o Grob G120TP, um treinador turboélice monomotor, motorizado por um Rolls Royce B250F de 450 shp, equipado com uma hélice de materiais compósitos pentapá Mühlbauer MT5.
Desde o início da produção em série desta aeronave, mais de 100 aeronaves foram entregues para sete clientes em todo o mundo.
A Grob Aircraft também produz o Grob G 520 Egrett para aplicações em missões especiais.

### Grob Training Systems (GTS)
A Grob Training Systems fornece sistema de treinamento em solo para o G 120TP, que inclui treinamento de tripulação e mecânicos, além de suporte logístico do sistema de treinamento. O sistema comumente é composto de uma sala de treinamento com computadores e dispositivos de treinamento de voo do G 120TP.
O Dispositivo de Treinamento de voo do G 120TP vem equipado com uma cabine de pilotagem que é utilizado para treinar procedimentos básicos e de emergência. Uma tela em forma de domo é montada para permitir treinamento de manobras avançadas, treinamento de voos em formação, além do treinamento básico de voo. 

## Produtos
Produzido pela Grob Aircraft AG
- Grob G 115E - Treinador
- Grob G 120 - Treinador

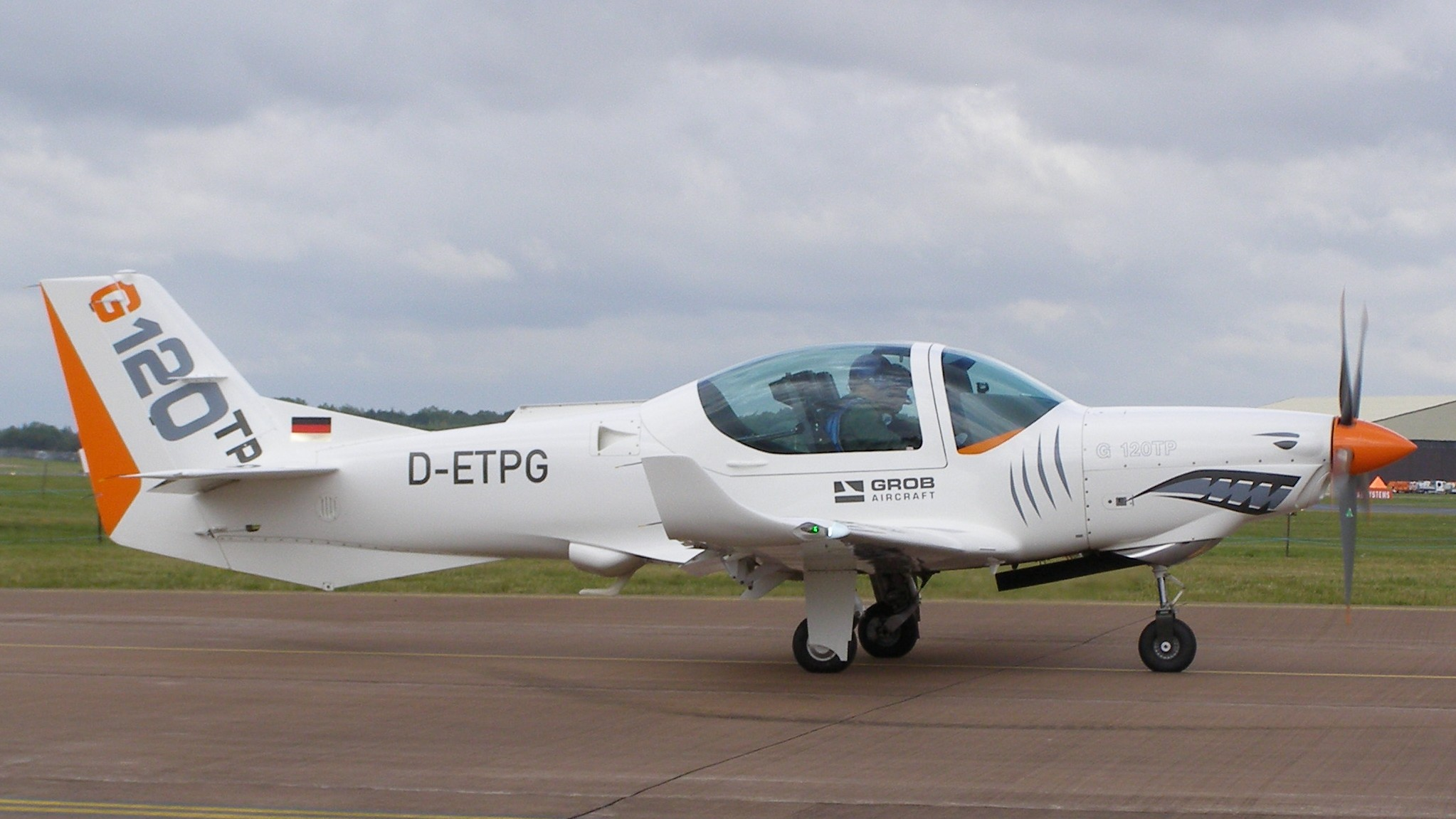
Grob Aircraft G 120TP

- Grob G 120TP - Treinador turboélice
- Grob G 520 Egrett - Aeronave de vigilância e reconhecimento de alta altitude

Produzido pela Grob Aerospace GmbH
- Grob G 102 Astir - planador com um assento de construção de materiais compósitos da Classe Padrão (Classe de competição de planadores)
- Grob G 103 - planador de dois assentos
  - G 103 Twin Astir
  - G 103 Twin II (disponível também na versão acrobática G 103a Twin II)
  - G 103C Twin III (também disponível em versões acrobáticas)
- Grob G 104 Speed Astir - planador com um assento da Classe de 15 metros (Classe de competição de planadores)
- Grob G 109 - Motoplanador com dois assentos
- Grob G 115 - Monoplano acrobático de dois assentos, asa baixa e construído de materiais compósitos
- Grob G 116
- Grob G 120 - Treinador
- Grob G 140 - Turboélice de quatro assentos
- Grob G 160 turboélice com seis a oito assentos[11]
- Grob GF 200 - Avião executivo
- Grob G 520 Egrett/STRATO 1
- Grob SPn Jato executivo
- HALE G 600 Versão de longo alcance e alta altitude do SPn
- Grob G 850 Strato 2c